# Skeppsbrutna i paradiset (1957)
Skeppsbrutna i paradiset (engelska: The Admirable Crichton) är en brittisk romantisk komedi från 1957 i regi av Lewis Gilbert.
Filmen är baserad på J.M. Barries pjäs med samma namn.

## Handling
När lord Loam med familj och tjänare blir skeppsbrutna på en öde ö övertrumfar kampen för överlevnad det strikta klassystemet.

## Rollista i urval
- Kenneth More - Bill Crichton
- Diane Cilento - Eliza
- Cecil Parker - Lord Loam
- Sally Ann Howes - Lady Mary
- Martita Hunt - Lady Brocklehurst
- Jack Watling - John Treherne
- Miles Malleson - kyrkoherden
- Eddie Byrne - kaptenen
- Gerald Harper - Ernest Wooley
- Miranda Connell - Lady Agatha
- Toke Townley - Lovegrove, trädgårdsmästaren